# Roseberry Topping
Roseberry Topping är en kulle i Storbritannien.   Den ligger i grevskapet North Yorkshire och riksdelen England, i den centrala delen av landet, 300 km norr om huvudstaden London. Toppen på Roseberry Topping är 278 meter över havet.
Terrängen runt Roseberry Topping är platt åt nordväst, men åt sydost är den kuperad. Runt Roseberry Topping är det ganska tätbefolkat, med 86 invånare per kvadratkilometer. Närmaste större samhälle är Middlesbrough, 11,4 km nordväst om Roseberry Topping. Trakten runt Roseberry Topping består i huvudsak av gräsmarker.